# Ilex tiricae
Ilex tiricae är en järneksväxtart som beskrevs av Edwin. Ilex tiricae ingår i släktet järnekar, och familjen järneksväxter. Inga underarter finns listade i Catalogue of Life.